# 伊藤洋輝
伊藤洋輝（日语：／ Ito Hiroki，1999年5月12日—），日本足球運動員，現效力德甲球隊拜仁慕尼黑，司職後衛，日本國家足球隊成員。

## 俱樂部生涯
1999年5月12日，出生于日本静冈县滨松市的伊藤洋辉，在日本桑托斯足球学院完成了训练，随后于2015年加入磐田喜悦，与中村俊辅成为了队友。2018年在对阵柏雷素尔的比赛中完成日职联赛首秀后，伊藤洋辉很快就被租借去到了名古屋鲸鱼。但伊藤洋辉没有得到太多的机会，但重返跌至日乙联赛的磐田喜悦之后，他还是很快成为了球队主力。
德甲斯图加特官方宣布，效力于日乙联赛磐田喜悦的日本中场伊藤洋辉租借加盟到球队，租借期为1年。伊藤洋辉将会先前往斯图加特U21梯队比赛。
尽管最初斯图加特租借伊藤洋辉，安排他跟随U21梯队一同训练，但伊藤洋辉有着如此出色的适应能力，并很快就在训练中展现出了自己的实力。随着斯图加特伤病问题，三后卫战术体系中首选左中后卫瓦尔德马·安东因新冠阳性而缺战，伊藤洋辉在对阵门兴格拉德巴赫的比赛中获得首发出战机会，并凭借出色的表现成功作为主力位置。
成为常规首发主力之后，去年11月在对阵美因茨的比赛中，他不仅打进了德甲首球，成为继冈崎慎司、酒井高德、浅野拓磨和远藤航之后，第5位代表斯图加特取得进球的日本球员，还成功当选德甲当月最佳新人。此外，他在这个月的场均触球次数达到了96次，是斯图加特阵中触球最多的球员。但1月22日对阵弗萊堡的比赛中，伊藤洋辉攻入一粒乌龙球，最终导致球队0-2输掉比赛。

## 國家隊生涯
伊藤洋辉入选过日本U17到U21队，参加过2019年U20世界杯。
2018年的U19亚洲杯比赛中，伊藤洋辉还曾在对阵朝鲜的比赛中远射破门。
伊藤洋辉曾经代表日本参与2018年U23亚洲杯决赛周，不过日本在当届8强出局。
伊藤洋辉入选了最新一期日本国家队大名单，并在6月2日对阵巴拉圭的麒麟杯比赛中迎来了国家队首秀。
2022年11月，伊藤洋辉入选日本队2022年世界杯大名单。

## 榮譽
磐田喜悅
- 日乙冠軍：2021

拜仁慕尼黑
- 德甲冠軍：2024–25[6]

日本 U19
- U-19亞洲盃季軍：2018

### 個人
- 德甲每月最佳新人：2021年11月[7]

## 外部連結
- 日本職業足球聯賽中的伊藤洋輝 （日語）
- Profile at J. League （页面存档备份，存于）
- Profile at Júbilo Iwata （页面存档备份，存于）
- Hiroki Ito （页面存档备份，存于） at JFA
- Soccerway資料庫：伊藤洋輝